# Canaan (Indiana)
Canaan – jednostka osadnicza w Stanach Zjednoczonych, w stanie Indiana, w hrabstwie Jefferson.